# Harold Clarke
Harold Clarke   (1888 - Christchurch, 11 de març de 1969) va ser una saltador britànic que va competir durant el primer quart del segle xx. Va prendre part en tres edicions dels Jocs Olímpics entre el 1908 i el 1924.
El 1908, als Jocs de Londres, va ser eliminat en semifinals de la prova de trampolí de 3 metres del programa de salts. El 1920, als Jocs d'Anvers, una vegada finalitzada la Primera Guerra Mundial, fou novè en la prova de palanca alta. La tercera i darrera participació en uns Jocs fou el 1924, a París, on va guanyar la medalla de bronze en la prova palanca alta del programa de salts.